# Evropská organizace pro jaderný výzkum
Evropská organizace pro jaderný výzkum (původně francouzsky Conseil Européen pour la recherche nucléaire, CERN) je mezinárodní organizace se sídlem v Ženevě zabývající se částicovou fyzikou. Byla zřízena roku 1954. Cílem organizace je spolupráce evropských států v oblasti čistě vědeckého a základního výzkumu, jakož i výzkumu s ním do značné míry souvisejícího. Organizace se nezabývá činností pro vojenské účely, výsledky jejích experimentálních a teoretických prací se zveřejňují nebo jinak zpřístupňují veřejnosti.
V současnosti zde jsou prováděny různé pokusy a zkoumání částic menších než atom. Výzkumníci CERNu mají však také zásluhy z oblasti informatiky: ve zdejších laboratořích byl na přelomu 80. a 90. let 20. století vyvinut a spuštěn World Wide Web, jenž se brzo stal vůbec nejrozšířenější a nejužívanější službou na internetu.

## Členské státy
Zakládajícími členy byly Belgie, Dánsko, Francie, Itálie, Jugoslávie (do 1961), Německo, Nizozemsko, Norsko, Řecko, Spojené království, Švédsko a Švýcarsko.
Následovaly další státy: Rakousko (1959), Španělsko (1961–68 a od 1983), Portugalsko (1985), Finsko (1991), Polsko (1991), Maďarsko (1992), Československo (1992–93), Česko (1993), Slovensko (1993), Bulharsko (1999), Izrael (2014), Rumunsko (2016) a Srbsko (2019).
Přidruženými členy v předběžné fázi členství jsou Kypr (2016), Slovinsko (2017) a Estonsko (2020). Přidruženými členy jsou Turecko (2015), Pákistán (2015), Ukrajina (2016), Indie (2017), Litva (2018), Chorvatsko (2019) a Lotyšsko (2021).
Status pozorovatele má Rusko (1993), Japonsko (1995) a USA (1997), z mezinárodních organizací pak UNESCO (1954), EU (1985) a SÚJV (2014).

## Charakteristika
Evropská laboratoř pro fyziku částic je nejrozsáhlejší výzkumné centrum částicové fyziky na světě. Byla založena v roce 1954 a od té doby se tato laboratoř, která byla prvním takovým evropským společným dílem, stala zářným příkladem úspěšné mezinárodní spolupráce. Z původních 12 signatářů dohody o založení CERN vzrostl počet členských zemí na 23.
Laboratoř leží na francouzsko-švýcarské hranici západně od Ženevy na úpatí pohoří Jura. Se zdejším zařízením pracuje okolo 9500 vědců, což je polovina všech částicových fyziků na světě. Vědci reprezentují 500 univerzit či jiných odborných pracovišť a více než 80 národností.
Zabývá se čistou vědou a hledá odpovědi na některé základní otázky, jako např.:
- co je to hmota?
- jak hmota vznikla?
- jak jsou utvářeny složité hmotné objekty jako hvězdy a planety?

Tím, že laboratoř zkoumá složení hmoty, hraje i důležitou roli v rozvoji technologie budoucnosti. Měření prováděná zdejšími vědci jsou důležitým testovacím polem i pro průmysl, neboť právě částicová fyzika vyžaduje vysokou přesnost provedení všech přístrojů. Díky prvotřídní technické vybavenosti hraje laboratoř důležitou úlohu i ve zlepšování technické vzdělanosti. Současný rozsah programu odborné přípravy a kvalifikované vedení láká do laboratoře mnoho talentovaných mladých vědců a inženýrů. Většina z nich najde uplatnění v průmyslu, kde jsou vysoce ceněny jejich zkušenosti s prací v mnohonárodnostním prostředí.

## Výzkumné cíle
Úkolem laboratoře je porozumět tomu, z jakých součástí je hmota složena a jak tyto součásti spolu interagují. Jeho zařízení, urychlovače a detektory částic, patří mezi největší a nejsložitější vědecká zařízení na světě. V laboratoři se nachází jedno z nich. Jedná se o částicový detektor nazývaný L3, protože byl třetím detektorem navrženým pro urychlovač LEP (Large Electron-Positron Collider, česky asi Velký srážeč elektronů a pozitronů). L3 je jeden ze čtyř detektorů na obvodu sedmadvacetikilometrového kruhu LEP. Každý z nich je velký jako třípatrový dům a je vybaven komplikovanou elektronikou. LEP a jeho detektory jsou postaveny uvnitř tunelu, který se nachází 50 až 150 m pod zemí.
Jejím úkolem je poskytovat svazky částic s vysokou energií fyzikům, kteří je používají při svých experimentech. Laboratoř vděčí za své výsadní postavení tomu, že využívá největší soustavu propojených urychlovačů na světě. Tyto urychlovače pracují s různými druhy částic potřebných pro všechny typy experimentů. V LEP jsou urychlovány elektrony a pozitrony, které se navzájem srážejí. Na jiném místě částice s vysokou energií nazývané miony otevírají protony a neutrony jako lovec perel perlorodku, když se chce podívat dovnitř. Komplex urychlovačů CERN dokáže dokonce urychlovat i jádra atomů olova, která se pak rozbíjejí na nepohyblivých terčících. Z vlastního centra srážky, v němž po kratičký okamžik panují poměry blízké stavu vesmíru těsně po velkém třesku, se vynoří stovky částic. Výzkumníci zde studují velké počty takových pozoruhodných událostí a snaží se porozumět tomu, jak se za 13 miliard let po velkém třesku vesmír stal takovým, jak jej vidíme dnes kolem sebe.

### Význam studia částic
Všechno ve vesmíru je vytvořeno z částic. Částicová fyzika studuje věci, které jsou neuvěřitelně malé. Do šířky vlasu se vejde přibližně milion atomů, ale i něco tak malého jako atom je obrovské ve srovnání s částicemi, které se urychlují a studují zde. Pokud by atom byl zvětšený do velikosti fotbalového stadionu, jeho jádro by mělo velikost malého míčku či kuličky. Atomy jsou tedy z 99,99 % prázdné. CERN se zabývá částicemi, které vyplňují zbývajících 0,01 %. K poznávání tak malých věcí jsou potřeba extrémně silné „mikroskopy“. Těmi jsou pro tuto oblast fyziky urychlovače a detektory částic, jako ty používané zde.
Díky zdejší práci i jiných laboratoří ve světě zabývajících se částicovou fyzikou je nyní známo, že k vysvětlení složení obyčejné hmoty stačí pouhé čtyři druhy částic – stavebních kamenů. Tyto částice se nazývají kvark u, kvark d, elektron a elektronové neutrino. Země a všechno na ní, planety i Slunce a všechny hvězdy na obloze jsou podle všeho vytvořeny za stejných čtyř základních součástí. Je to jako stavebnice. Z kvarků u a d se skládají protony a neutrony, které společně vytvářejí atomová jádra. Jádra spolu s elektrony v obalech tvoří atomy, které se dále různě spojují a vytvářejí složitější objekty. Čtvrtým členem rodiny je elektronové neutrino, které interaguje s ostatní hmotou tak slabě, že jej lze jen stěží pozorovat.
Základní částice hmoty představují jen polovinu celého příběhu. Na to, aby držely pohromadě, je třeba něco dalšího. „Lepidlo“ má podobu sil, které jsou samy tvořeny částicemi. Částice tvořící sílu se však velmi liší od částic hmoty. Jejich hlavním úkolem je přenášet interakce od jedné částice hmoty ke druhé.
Gravitace, nejznámější síla, je ze všech nejslabší. Částice, o které se domníváme, že je jejím nosičem, graviton, nebyla v roce 2009 objevena. Na opačném konci měřítka síly je silná interakce, jejímž nositelem jsou gluony, které drží pohromadě kvarky a vytvářejí tak protony a neutrony v atomovém jádře. Silná interakce má kuriózní vlastnost: Čím jsou kvarky dále od sebe, tím je působení síly mezi nimi větší. To znamená, že kvarky jsou uvězněny uvnitř protonů či neutronů. Mezi oběma krajními póly co do intenzity se nacházejí další dva typy interakcí: elektromagnetická s nosiči fotony a slabá, jejímiž nosiči jsou částice W a Z. Elektromagnetická interakce udržuje elektrony na orbitách okolo jádra a drží pohromadě atomy v chemických či biochemických molekulách. Slabá interakce pomáhá hvězdám svítit a je také příčinou jednoho z typů radioaktivity (radioaktivity beta). Tyto dvě interakce jsou nyní vysvětlovány pomocí jedné společné teorie, nazývané elektroslabá teorie. To představuje důležitý krok na cestě, která vede k jednomu z hlavních cílů současné fyziky: najít jednotnou teorii popisující všechny síly v přírodě.
Jednou z nejpřekvapivějších věcí v moderní částicové fyzice je existence dalších dvou rodin částic hmoty. Každá z nich je podobná čtveřici kvark u, kvark d, elektron a elektronové neutrino, až na to, že jsou těžší. Přirozeným způsobem se vyskytují jedině na exotických místech, jako jsou horká centra hvězd, ale jsou také produkovány na urychlovačích v CERN a podobných laboratořích.
Sbírku částic v přírodě doplňuje antihmota, něco jako „zrcadlový obraz“ obyčejné hmoty. Antihmotu předpověděl v roce 1928 britský fyzik Paul Dirac. Brzo poté Američan Carl David Anderson antihmotu skutečně objevil ve srážkách vysokoenergetických částic kosmického záření. Volná antihmota dnes ve vesmíru neexistuje. Těsně po velkém třesku, kdy vesmír vznikl, hmota a antihmota existovaly v rovnováze, tedy že bylo stejně antihmoty, jako hmoty.
Teorie popisu částic hmoty a částic silových se nazývá standardní model. Ačkoli už po více než 20 let úspěšně prochází všemi experimentálními testy, není standardní model úplným popisem přírody. Fyzikové v CERN přispívají svou prací k vytvoření dokonalejší představy, jak vesmír funguje.
Standardní model zanechává stále příliš mnoho nezodpovězených otázek, aby mohl být konečnou teorií částic a sil. Proč mají částice hmotnost? Jsou různé síly v přírodě jenom jiným pohledem na stejnou věc? Skutečně není ve vesmíru žádná antihmota? To standardní model neříká.
Nový urychlovač LHC umožní pustit se do hledání odpovědí na tyto a podobné důležité otázky. Výstavba LHC byla započata v roce 2005 a připravovaný program svádí dohromady tisíce vědců z celého světa. Uveden do provozu byl v roce 2009. Pro udržení protonových svazků na dráze v LHC byl vyvinut nový silný supravodivý magnet. Na vývoji detektorů, které budou studovat srážky na LHC a které jsou větší a komplexnější než kdykoli předtím, se už pracuje. I týmy spolupracujících fyziků, kteří tyto detektory konstruují, jsou největší, jaké kdy částicová fyzika poznala: spolupracuje tu více než 4400 vědců z celého světa.

## Zařízení

### Urychlovače částic
Urychlením získají částice velmi vysoké energie. Jejich následné střílení do terčů nebo vzájemné srážky pomáhají fyzikům rozluštit tajemství sil působící mezi částicemi.
Existují urychlovače dvou typů, lineární a kruhové. V CERN se můžeme setkat s oběma. Urychlovače používají silné elektrické pole, jehož prostřednictvím „nahustí“ energii do svazku částic. Magnetické pole svazek přesně zaostřuje a slouží i k udržení částic na kruhové dráze.
Lineární urychlovače předávají energii svazku při jeho postupném pohybu po celé délce. Platí tedy, že čím delší zařízení, tím vyšší konečná energie. V kruhových urychlovačích částice létají znovu a znovu kolem dokola a hromadí tak energii s každým oběhem kruhu. Jak ale rychlost částic roste, většina má tendenci „vyletět“ ven z kruhu podobně jako auto projíždějící ostrou zatáčku na silnici. To je důvod, proč je LEP tak velký. Byl navržen tak, aby zakřivení kruhu bylo tak mírné, jak je to jen možné.
Částice se buď vzájemně srážejí (vstřícné svazky, např. jako v LEP) nebo narážejí na nepohyblivé terče vně urychlovače. Přitom vznikají nové částice. Tak se hmota mění v energii a obráceně podle Einsteinovy známé rovnice E = m×c². Ta říká, že 1 gram hmoty obsahuje 20×10¹² kalorií (tj. 20 miliard kilojoulů). Částice studované v CERN jsou ovšem tak maličké, že energie obsažená v jedné urychlené částici v LEP je jenom asi 10–9 kalorií. Důležité je, že při srážkách částic je energie soustředěna ve velmi malém prostoru. Při tak vysoké koncentraci energie se produkují další částice, které lze studovat a jež poskytují nový pohled na tajemství přírody.
V tunelu LEP byl po jeho demontáži (jež se uskutečnila v letech 2000–01) instalován nový urychlovač LHC (Large Hadron Collider, česky Velký srážeč hadronů). Do zkušebního provozu byl uveden v roce 2008 (a po několikadenním provozu byl z důvodů poruchy chlazení odstaven až do půlky roku 2009). Po opravě byl v provozu od září 2009 do začátku roku 2013. Nyní probíhá plánovaná odstávka, po níž by se měl v roce 2015 urychlovač rozběhnout s vyšší energií. Protože při srážkách v LHC je produkováno více energie než v LEP, i detektory budou muset být větší (jeden z nich, nazývaný ATLAS je veliký asi jako šestipatrová budova). Zdá se paradoxní, že zkoumání něčeho tak neuvěřitelně malého vyžaduje tak ohromné detektory. Důvodem je to, že částice s vyšší energií vznikající při srážkách mohou pronikat silnější vrstvou hmoty.

### Detektory částic
Úkolem detektorů částic, jako jsou L3 nebo ATLAS, je zaznamenat, co se stalo při srážce částic. Detektory se skládají z různých do sebe vložených vrstev. Ke srážkám dochází uprostřed, každá vrstva měří různé vlastnosti nově vzniklých částic. Jedním z detektorů na urychlovači LEP je DELPHI – detekční zařízení, která získávají podrobné údaje o drahách částic v oblasti, kde vyletují z místa srážky. Pak přicházejí zařízení na měření energie, kalorimetry, ve kterých většina částic ukončí svou cestu. Červené skvrnky odpovídají energii, kterou částice přinesly a kterou zde odevzdaly. Vnější vrstva celého „cibulového uspořádání“ je tvořena pásem detektorů zaznamenávajících částice, které dokázaly proniknout až tak daleko od středu. Úkolem magnetu uvnitř detektoru je zakřivovat dráhy nabitých částic ve vnitřních vrstvách, což pomáhá při identifikaci jednotlivých druhů částic.